# Phyllanthus pseudoparvifolius
Phyllanthus pseudoparvifolius là một loài thực vật có hoa trong họ Diệp hạ châu. Loài này được R.L.Mitra & Sanjappa mô tả khoa học đầu tiên năm 2003.